# Toruń (1856)
Toruń – parowy, pasażersko-towarowy statek wiślany zaboru pruskiego (dolnej  Wisły) o napędzie bocznokołowym.

## Dane
- armator: Juliusz Rosenthal, Bydgoszcz

## Historia
- Przed 1856 r. – rozpoczęcie służby.

## Literatura
- Witold Arkuszewski "Wiślane statki pasażerskie XIX i XX wieku".